# Aphytis benassyi
Aphytis benassyi is een vliesvleugelig insect uit de familie Aphelinidae. De wetenschappelijke naam is voor het eerst geldig gepubliceerd in 1978 door Fabres.